# Alexander Kleinlogel
Alexander Kleinlogel (* 15. Juli 1929 in Mannheim; † 1. Januar 2007 in Bochum) war ein deutscher Altphilologe.

## Leben
Im Jahre 1953 wurde Kleinlogel an der Ruprecht-Karls-Universität Heidelberg promoviert.  Nach einer Tätigkeit im Schuldienst kam Kleinlogel 1965 als Studienrat im Hochschuldienst ans Seminar für Klassische Philologie der Ruhr-Universität Bochum. 1968/1969 war er Fellow am Center for Hellenic Studies der Harvard University.
Seiner Beförderung zum Akademischen Oberrat und zum Studienprofessor in Bochum folgte 1981 die Berufung als Professor für Klassische Philologie mit dem Schwerpunkt Griechische Philologie. Entpflichtet wurde Kleinlogel im Jahre 1994.
Kleinlogel publizierte insbesondere zu den Schriften des Thukydides und ihrer Rezeptionsgeschichte. Ein weiterer Arbeitsschwerpunkt war die Sprachwissenschaft.